# Als Martin vierzehn war
Als Martin vierzehn war ist ein DEFA-Jugendfilm von Walter Beck aus dem Jahr 1964, nach der Erzählung Martin und die Männer von Hans Schönrock. Erzählt wird die Geschichte des jungen Martin, der sich während des Kapp-Putsches als Kämpfer für die Freiheit beweisen kann.

## Handlung
Der 14-jährige Martin lebt im März 1920 in einem mecklenburgischen Dorf. Bei dem Gutsbesitzer Bröder entdeckt er zufällig eine große Menge Waffen, mit denen die Putschisten versorgt werden sollen. Martin bringt die Waffen zu den Arbeitern in die nahe gelegene Kleinstadt. Als die Dorfbewohner einen Streik gegen den Putsch organisieren, rücken Soldaten an. Sie sollen die Einwohner notfalls mit Gewalt an ihren Aktionen hindern. Martin schlägt sich mit seiner Freundin Kathrin in die Stadt durch und schafft es das Arbeiterbataillon zur Verteidigung der Streikenden zu holen. Bei der Aktion wird Martin von den Putschisten verhaftet, kann jedoch rechtzeitig fliehen. Es folgen blutige Auseinandersetzungen, bei denen Kathrins Vater getötet wird. Jetzt muss Martin Kathrin trösten; kann sich aber auch als mutiger Kämpfer für die erfolgreiche Verteidigung der Freiheit beweisen.

## Produktion und Veröffentlichung
Für die Dramaturgie war Joachim Plötner verantwortlich.
Als Martin vierzehn war wurde von der Künstlerischen Arbeitsgruppe „konkret“ unter den Arbeitstiteln Martin und die Männer, Mein Bruder Karl und Als Martin 14 war als Schwarzweißfilm gedreht und hatte seine Uraufführung am 18. Dezember 1964 im Berliner Kino Kosmos. Die Fernseh-Erstausstrahlung erfolgte im 1. Programm des Fernsehens der DDR am 16. August 1978.

## Kritiken
Im Neuen Deutschland war von F. S. zu lesen:

„Die Fabel ist einfach geführt, läßt aber Raum für die Entwicklung unterschiedlicher Charaktere. Was den Film vor allem — gerade im Hinblick auf sein zumeist jugendliches Publikum — auszeichnet: Es kommt nie Langeweile auf, es ist ein Aktionsfilm im positiven Sinne.“

„Ein Kinderfilm, der sich mit einem Kapitel der deutschen Arbeiterbewegung auseinandersetzt. Trotz abenteuerlicher Handlung ein eher trockener, schematischer Film.“

## Auszeichnungen
1966: Internationalen Kinder- und Jugend-Festival in Cannes: Sonderdiplom